# Georg Martin Kilian
Pour les articles homonymes, voir Kilian.
Georg Martin Kilian, né en 1739 à Augsbourg et mort en 1760 dans la même ville, est un graveur allemand.

## Biographie
Né en 1739 à Augsbourg, Georg Martin Kilian est le fils et l'élève de Philipp Andreas Kilian. Sa mère est Susanna Engelbrecht.
Il est connu pour une gravure d'après Boucher.
Georg Martin Kilian meurt en 1760 à Augsbourg.